# Ново-Павловское (Тверская область)
 Ново-Павловское  — деревня в Максатихинском районе Тверской области. Входит в состав Малышевского сельского поселения.

## География
Находится в северо-восточной части Тверской области на расстоянии приблизительно 8 км по прямой на запад-юго-запад от районного центра поселка Максатиха.

## История
В 1859 году здесь (тогда деревня Вышневолоцкого уезда Тверской губернии) было учтено 10 дворов, в 1940 — 16.

## Население
Численность населения: 40 человек (1859 год), 17 (русские 100 %) в 2002 году, 15 в 2010.